# Унгры
Унгры (рум. Unguri) — село в Окницком районе Молдавии. Относится к сёлам, не образующим коммуну.

## География
Село расположено на берегу Днестра на высоте 91 метр над уровнем моря. Находится на границе с Украиной, и в селе имеется мост «Дружба», связывающий Молдову с Украиной. В селе находится храм Рождества Богородицы, который входит в десятку самых красивых храмов Молдовы. Согласно «Статистическому словарю Бесарабии» 1920 г., храм был построен в 1780 г. в настоящее время является памятником национального значения.

## Население
По данным переписи населения 2004 года, в селе Унгурь проживает 1476 человек (673 мужчины, 803 женщины).
Этнический состав села:
| Национальность | Число жителей | Процентный состав |
| -------------- | ------------- | ----------------- |
| украинцы       | 1365          | 92,48             |
| молдаване      | 80            | 5,42              |
| русские        | 23            | 1,56              |
| гагаузы        | 3             | 0,2               |
| румыны         | 2             | 0,14              |
| болгары        | 2             | 0,14              |
| прочие         | 1             | 0,07              |
| Всего          | 1476          | 100 %             |